# Žepa
 Ovo je glavno značenje pojma Žepa. Za rijeku u istočnoj Bosni pogledajte Žepa (rijeka).
Žepa, naseljeno mjesto na krajnjem istoku Bosne i Hercegovine, odnosno entiteta Republike Srpske, u sastavu općine Rogatica. Mjesto s karakterističnom bosanskom planinskom fizionomijom prvi put se spominje u sumarnom osmanlijskom defteru iz 1485. godine, kao selo koje pripada Vrataru, bivšem starom gradu srednjovjekovne Bosne. Osnovne gospodarske djelatnosti ovog kraja oduvijek su bile poljoprivreda i stočarstvo.
U okolici mjesta pronađeno je i nekoliko srednjovjekovnih bosanskih stećaka. U selu Ljubomišlje, čije ime asocira na staroslavensku jezičnu tradiciju, nalazi se čitava nekropola ovih stećaka. Stećci postoje i u drugim okolnim selima oko Žepe, a jedan od najbolje očuvanih nalazi se u selu Tulež (čije je ime složenica riječi "tu" + "lež"), na groblju Trojan, no nema preciznijih podataka od kada datira, iako se po nekim predanjima tvrdi da se radi o 10. stoljeću, što je ipak rano, uzme li se u obzir činjenica da su stećci obilježili bosanski krajolik u 12. stoljeću.
Narodna predaja kaže da je dio manjih stećaka srednjovjekovnih Bošnjana ugrađen u most na rijeci Žepi, o kom je u svom romanu "Most na Žepi" pisao i Ivo Andrić. Sarajevski povjesničar Vlajko Palavestra zapisao je o stećcima sljedeće: "U Žepi smo konstatirali ukupno 162 spomenika iz srednjeg vijeka, većinom u obliku neukrašene ploče bez postolja. 
Slijede spomenici u obliku niskog sljemenjaka s monolitnim postoljem, te sanduci bez postolja. Srednjovjekovni spomenici u Žepi su rijetko ukrašeni (svega 11), a u pogledu forme i načina ukrašavanja, oni na sebi sjedinjuju oblike i ornamentalne elemente srednjojekovnih nadgrobnih spomenika istočnobosanskog područja i Podrinja sa zapadnom Srbijom".
U 16. stoljeću vezir Jusuf dao je u mjestu izgraditi tada graciozni most na rijeci Žepi, koji je stoljećima bio ponos mještana ovog kraja Bosne, no danas nagrižen zubom vremena, kameni most odavno nije turistička atrakcija. Preko njega se danas uzanom pješačkom stazom može stići do sela Vratar i Ribioci, na putu k Rogatici. Na mramornoj ploči pokraj samog mosta stoji zapisano: "Ovaj most je spomenik neimarstvu 16. stoljeća. Ugrožen akumulacionim jezerom na Drini, prenesen je ovdje s ušća Žepe 1967. da i dalje služi pokoljenjima".
Tijekom proteklog rata u BiH, Žepa je bila mala bosansko-muslimanska enklava, koja je pala nakon višemjesečnog odolijevanja udarima daleko nadmoćnijeg neprijatelja. Od osam stotina prijeratnih domaćinstava u mjestu danas je obnovljeno dvjestotinjak. Mještani su uglavnom stari, samo je jedan zaposlenik, a lokalno područno odjeljenje osnovne škole pohađa pet đaka. Jedini kontakt s vanjskim svijetom su kombiji koji nekoliko puta tjedno voze u Sarajevo. U naselju postoji ambulanta, koja ne radi, jer nema liječnika, a redarstvena ophodnja iz Rogatice navrati po potrebi
.

## Stanovništvo
| Žepa               |                |
| godina popisa      | 1991.          |
| Muslimani          | 2.330 (91,74%) |
| Srbi               | 103 (0,35%)    |
| Jugoslaveni        | 8 (7,91%)      |
| Hrvati             | 0              |
| ostali i nepoznato | 0              |
| ukupno             | 2.441          |